# Lycée Frédéric-Guillaume de Posen
Le lycée royal Frédéric-Guillaume de Posen est une école supérieure à Posen de 1834 à 1920 (ou 1923).

## Histoire

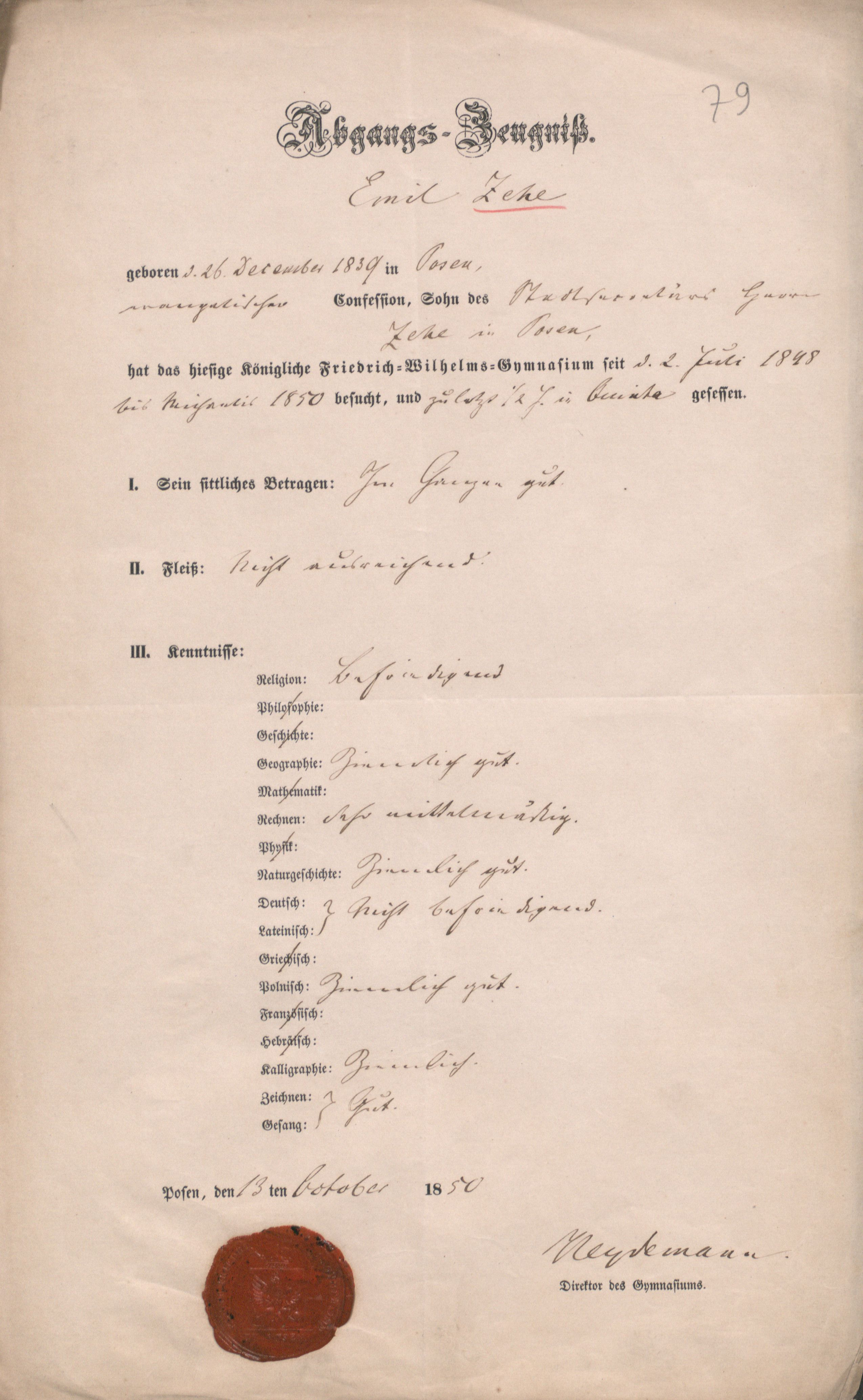
Certificat de fin d'études du lycée Frédéric-Guillaume (1850)

De 1804 à 1834, le lycée royal est le seul lycée de Posen. Il est issu de l'école de la voïvodie de Poznań (Wojewódzka Szkoła Wydziałowa), qui à son tour s'inscrivait dans la tradition du collège jésuite (de) et de l'académie Lubrański (de). Lorsque le grand-duché de Posen fait partie du royaume de Prusse après le congrès de Vienne, le haut président de la province Eduard von Flottwell (en fonction 1830-1841) poursuit une politique de germanisation. La fondation du lycée germanophone et protestant en 1834 peut être vue dans ce contexte. Au lycée Sainte-Marie-Madeleine, fondé à la même époque, les Polonais catholiques sont presque entre eux. Jusqu'en 1846, les professeurs du lycée Frédéric-Guillaume sont mieux payés que ceux du lycée Sainte-Marie-Madeleine ; puis ils sont mis sur un pied d'égalité à la demande des États provinciaux.

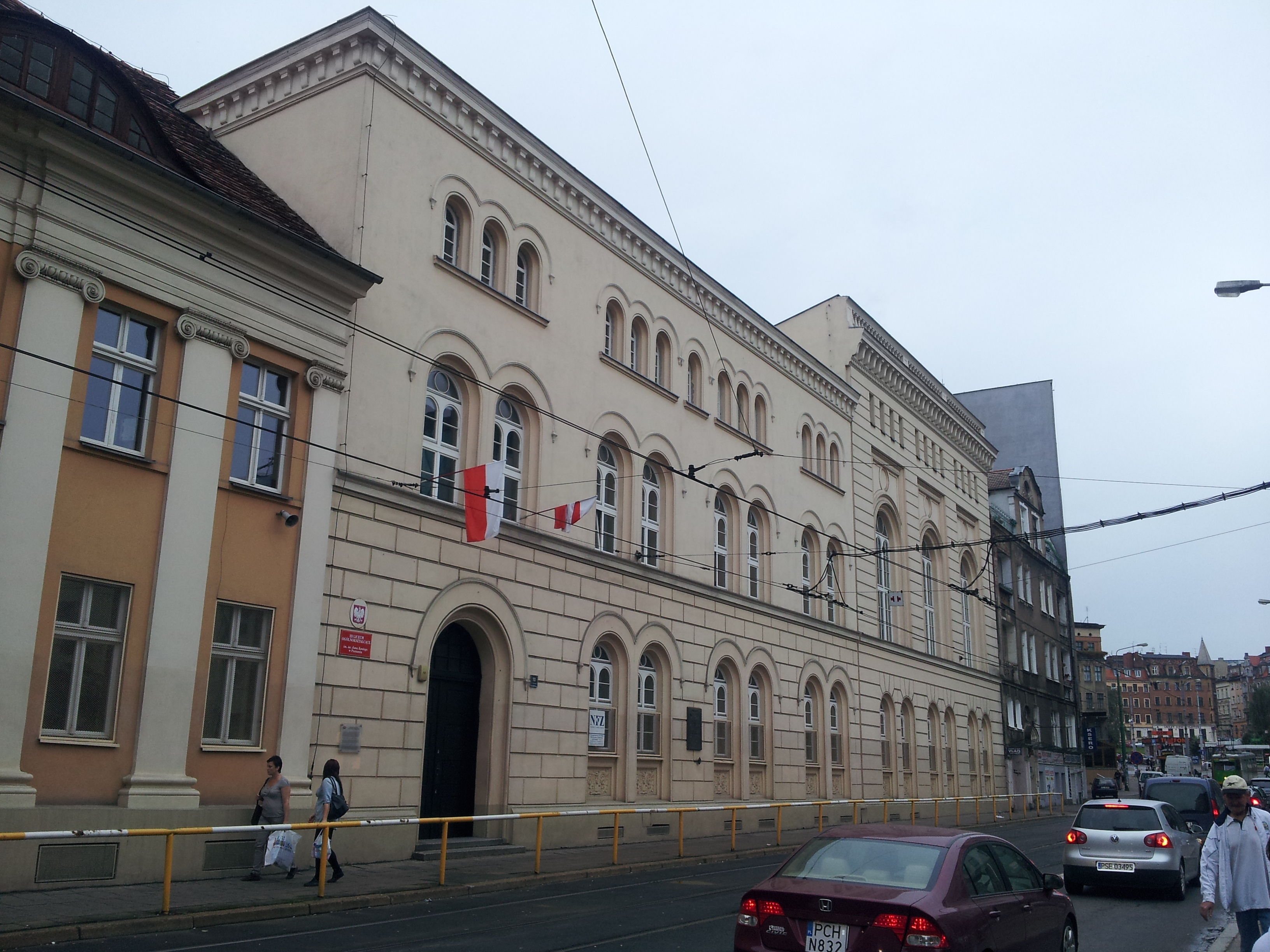
Ancien bâtiment du lycée Frédéric-Guillaume (aujourd'hui III. liceum)

Initialement situé dans une ancienne maison d'habitation, le bâtiment scolaire abrite six salles de classe qui se trouvent au rez-de-chaussée. Le directeur de l'école habite au premier étage, tandis que les logements des concierges se trouvent au sous-sol. En raison de l'exiguïté des locaux, les cours doivent être dispensés en blocs, l'un le matin et l'autre l'après-midi, jusqu'en 1857. Après que le bâtiment scolaire ait été fortement attaqué à plusieurs reprises par des intempéries entre 1850 et 1856, un nouveau bâtiment, plus grand, est inauguré en 1857. Mais dès 1868, les conditions locales sont à nouveau qualifiées de "difficiles". En février 1869, l'école compte 555 élèves dans les sept classes réelles du lycée (Sexta à Prima), plus 144 dans les trois classes de la "Vorschule". Sur un total de 699 étudiants, 350 sont protestants, 327 juifs et 22 catholiques ; 564 viennent directement de Posen, 135 de l'extérieur.
Après la cession de Posen à la deuxième République polonaise nouvellement fondée à la suite du traité de Versailles, le lycée reste d'abord une école pour la minorité germanophone. Compte tenu de la baisse du nombre d'élèves germanophones et de l'augmentation du nombre d'élèves polonais à Posen, le lycée allemand déménage dans un bâtiment plus petit sur ulica Krakowska au cours de l'année scolaire 1922/23. L'ancien bâtiment du lycée Frédéric-Guillaume est occupé par un lycée polonais nouvellement fondé, qui est nommé d'après Saint Jean de Cracovie en 1923.
Le bâtiment à ulica Strzelecka 10 abrite aujourd'hui le 3e lycée Jean-de-Kenty.

## Professeurs
En ordre chronologique
- Theodor Kock (de) (1842–1850)
- Albert Heydemann (de), directeur (1850-1856)
- Max Toeppen (1850–1853)

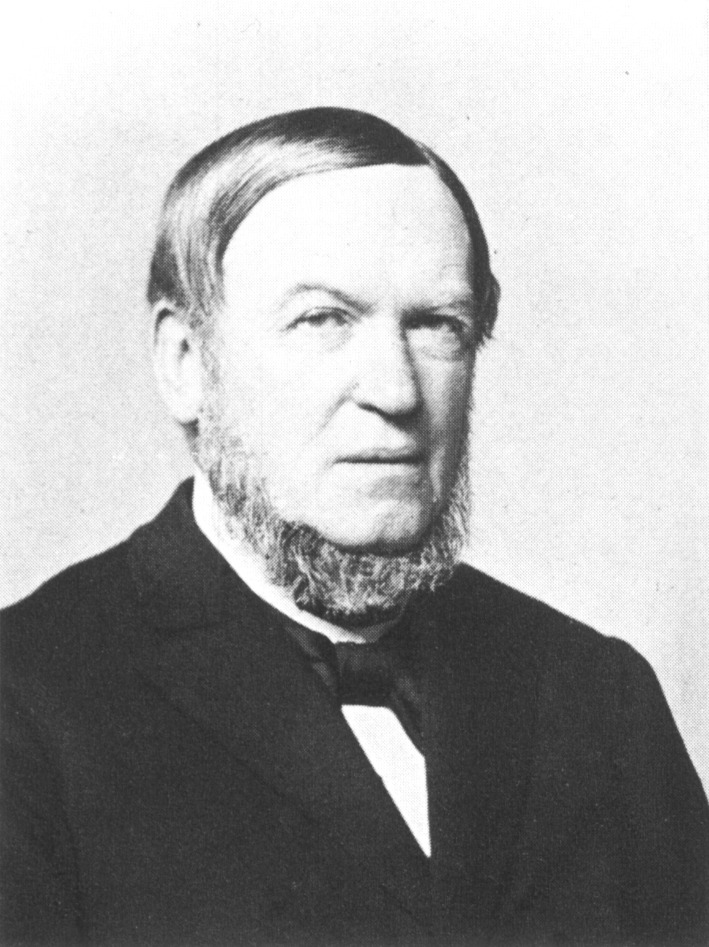
Wilhelm Schwartz, directeur du lycée (1872-1882)

- Joachim Marquardt, directeur (1856-1859)
- Julius Wilhelm Sommerbrodt, directeur (1859-1868)
- Otto Heine (de) (1860-1862)
- Hermann Peter (de) (1860–1866)
- Adolf Brieger (de) (1863–1876)
- Hans Theodor Plüss (de) (1866–1869)
- Philipp Kohlmann (de) (1867–1875)
- Carl Schaper, directeur (1868–1872) [5]
- Wilhelm Schwartz (de), directeur (1872–1882)
- Robert Boxberger (de), directeur d'école (1885–1888)
- Gottlieb Leuchtenberger (de), directeur (1891)
- Carl Fredrich (de) (1901-1910)

## Élèves
Par année de naissance

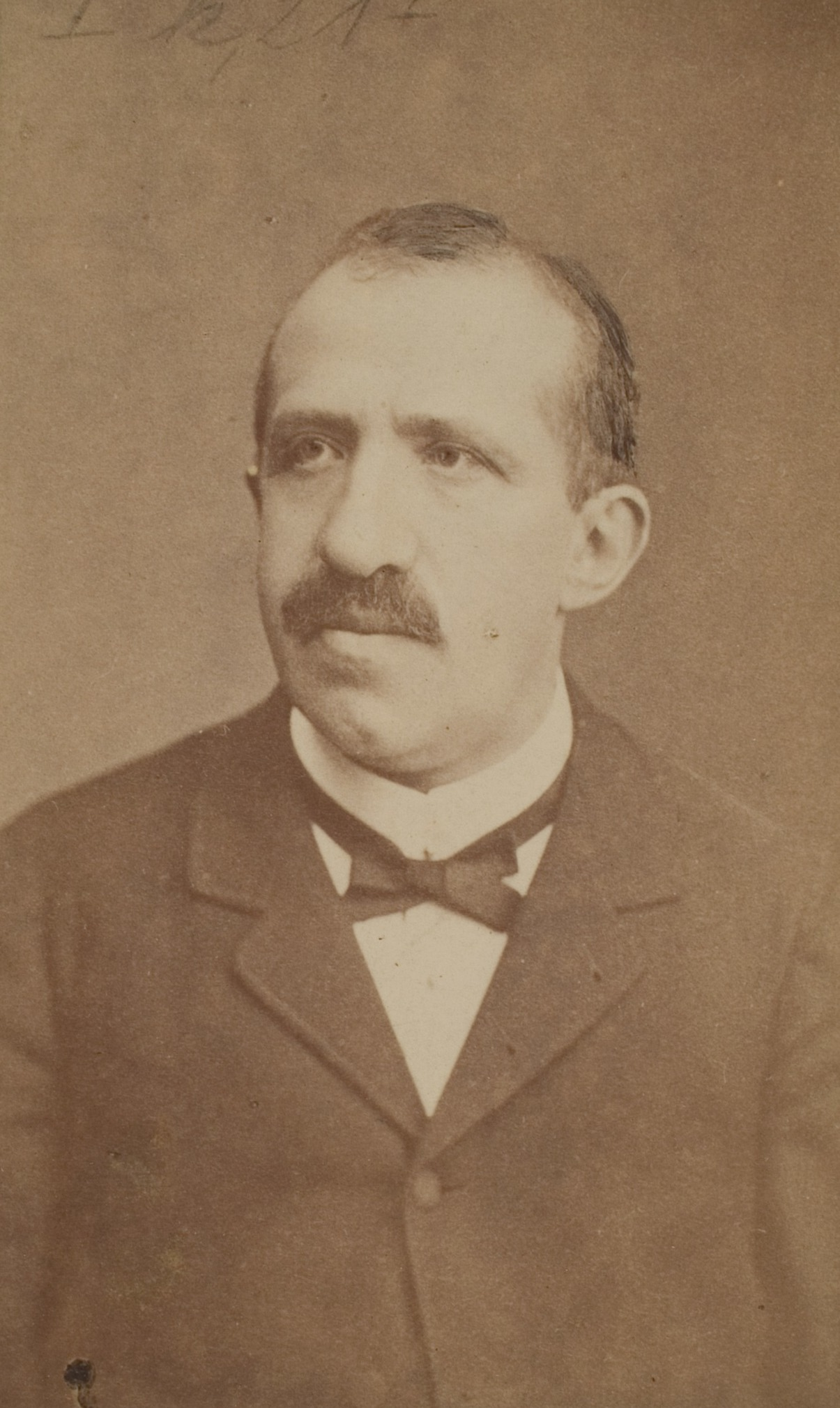
Leo Königsberger

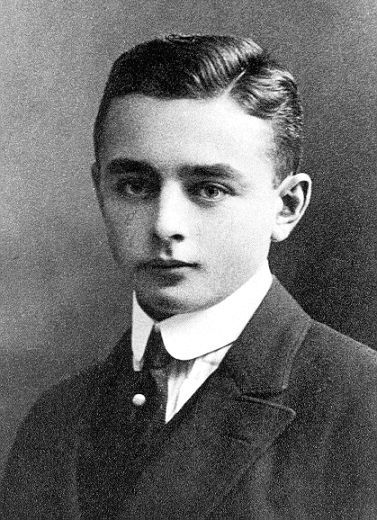
Georg Heym, lycéen (1899/1900)

- Theodor Kock (de) (1820-1901), philologue classique
- Wilhelm von Grolman (1829–1893), général d'infanterie
- Hans von Laue (de) (1829-1913), lieutenant général
- Otto Mittelstaedt (de) (1834–1899), avocat et journaliste
- Theodor Hoffmann (de) (1837–1894), médecin
- Leo Königsberger (1837-1921), mathématicien
- Theodor Berndt (de) (1838-1916), enseignant et homme politique libéral national
- Simon Baruch (de) (1840-1921), médecin et pionnier de l'hydrothérapie aux États-Unis
- Friedrich Tschuschke (de) (1845–1894), administrateur de l'arrondissement de Schroda (de)
- Fritz Pfuhl (de) (1853-1913), enseignant et botaniste
- Behrendt Pick (de) (1861-1940), numismate
- Paul Sommer (de) (1864-1945), éducateur et homme politique libéral de gauche
- Felicyan von Niegolewski (de) (1868-1919), ophtalmologiste et homme politique
- Julius Aßmann (1868-1939), homme politique libéral national
- Alfred Manigk (de) (1873-1942), professeur de droit civil
- Arnold Orgler (de) (1874–1957), pédiatre
- Wilhelm von Kuhlmann (de) (1879-1937), diplomate
- Peter Friedrich Mengel (de) (1884–1967), administrateur de l'arrondissement du Haut-Barnim
- Georg Heym (1887-1912), écrivain expressionniste
- Hans Bellée (1889-1960), archiviste et historien
- Adolf Leschnitzer (de) (1899-1980), germaniste et enseignant